# Vincenzo Borghini
Vincenzo Borghini (Florence, 29 octobre 1515 - Florence, 15 août 1580) est un humaniste, un religieux et un philologue italien de la Renaissance.

## Biographie
Vincenzo Borghini nait à Florence d’une famille noble, le 29 octobre 1515. Entré dans l’Ordre de Saint-Benoît avant seize ans, il fait profession, l’année suivante, le 24 juin 1532, et se lance à l’étude des langues anciennes et de la philosophie, provoquant des troubles de santé pour lesquels il est, pendant plusieurs années, entre les mains des médecins. Il est appelé de bonne heure aux emplois de l’ordre qui exigent le plus de capacité. Il est prieur du monastère de Florence, lorsque le grand-duc, Cosme Ier, le met, en 1552, à la tête de l’hôpital de Ste-Marie des Innocents. Il paie les dettes, augmente les revenus, répare les bâtiments, en fait de nouveaux, réforme les abus, et opère dans le régime intérieur de cette maison, des améliorations de toute espèce. Alexandre de Médicis, nommé archevêque de Florence en 1574, étant obligé de rester à Rome, lui donne sa procuration pour prendre possession de cet archevêché. François, successeur de Cosme Ier, fait plus, il lui offre l’archevêché de Piseque Borghini refuse. Il meurt le 15 août 1580, et est enterré avec beaucoup de pompe dans l’église de cet hôpital, qu’il a administré pendant près de trente ans. Il est lié d’amitié avec la plupart d’entre eux, principalement avec Piero Vettori, Benedetto Varchi, Baccio Valori, Lelio Torelli et Leonardo Salviati. Le Tasse a pour lui la plus haute estime, et le consultait sur ses ouvrages. Son portrait est un de ceux qui ornent les voûtes de la galerie de Médicis. Son étude favorite est celle des antiquités qui peuvent servir à l’histoire de Florence. Il s’occupe aussi des origines et du perfectionnement de la langue toscane. Aussi est-il un des commissaires choisis par Cosme Ier pour la correction du Décaméron de Boccace, quand on entreprend de réduire cet ouvrage à la régularité qu’exige le Concile de Trente. Borghini a la principale part à ce travail ; et on le croit, de plus le seul auteur des Annotazioni e Discorsi qui paraissent l’année suivante, au sujet de cette correction. Le grand-duc Cosme le choisit pour son lieutenant, ou vice-président, dans la célèbre Académie du dessin.

## Œuvres
Deux volumes de discours pour l’histoire de Florencequi parurent après sa mort
- Discorsi di monsig. D. Vincenzo Borghini, parte prima, recati a luce da’ deputati per suo testamento, Florence, 1584, in-4°. Ce volume contient sept discours, savoir de l’Origine de la ville de Florence ; de la Ville de Fiesole ; de la Toscane et de ses villes ; des Municipes et Colonies des Romains ; des Colonies latines ; des Colonies militaires ; des Fastes romains, et de la Manière de citer les années.
- Discorsi, etc., seconda parte, Florence, 1585, in-4°. Ce 2e volume a cinq discours : des Armes et des Familles florentines ; de la Monnaie florentine ; si Florence fut détruite par Attila et reconstruite par Charlemagne ; si l’empereur Rodolphe rendit à Florence sa liberté ; de l’Eglise et des Evêques de Florence.
- On a recueilli plusieurs de ses lettres, qui sont des espèces de traités sur les arts et sur d’autres objets, dans les Prose Fiorentine, dans les Lettres sur la peinture, la sculpture et l’architecture, et dans d’autres ouvrages de ce genre.